# خانه ابوالقاسم تشکریان
خانه ابوالقاسم تشکریان مربوط به دوره قاجار است و در شیراز، محله درب شیخ، پلاک ۱ واقع شده و این اثر در تاریخ ۱۰ خرداد ۱۳۸۲ با شمارهٔ ثبت ۸۹۹۷ به‌عنوان یکی از آثار ملی ایران به ثبت رسیده است.